# Dombeya acutangula
Dombeya acutangula Cav. – gatunek rośliny z rodziny ślazowatych. Występuje naturalnie w Tanzanii, Malawi, Zambii, Mozambiku, na Madagaskarze i Maskarenach. Ponadto został introdukowany do Tajlandii, Laosu oraz na Haiti. 

## Morfologia
PokrójZimozielone drzewo lub krzew.
LiścieBlaszka liściowa ma kształt od owalnego do niemal sercowatego, mierzy 6–16 cm długości i 6–16 cm szerokości, ma sercowatą lub zbiegającą po ogonku nasadę i ostro spiczasty wierzchołek, z 3–5 ząbkowanymi klapami na brzegu. Ogonek liściowy jest owłosiony i ma 4–18 cm długości. Przylistki są owalne.
KwiatyZebrane w wierzchotki przypominające baldachy. Działek kielicha jest 5, mają równowąsko lancetowaty kształt i osiągają 10–15 mm długości. Koronę tworzy 5 różowawych płatków o odwrotnie jajowatym kształcie i 15–20 mm długości.